# غراهام درينكووتر
غراهام درينكووتر هو لاعب هوكي الجليد كندي، ولد في 22 فبراير 1875 في مونتريال في كندا، وتوفي بنفس المكان في 27 سبتمبر 1946.

## وصلات خارجية
- غراهام درينكووتر على موقع EliteProspects.com (الإنجليزية)
- غراهام درينكووتر على موقع Hockey-Reference.com (الإنجليزية)